# Galerie Lázně Liberec

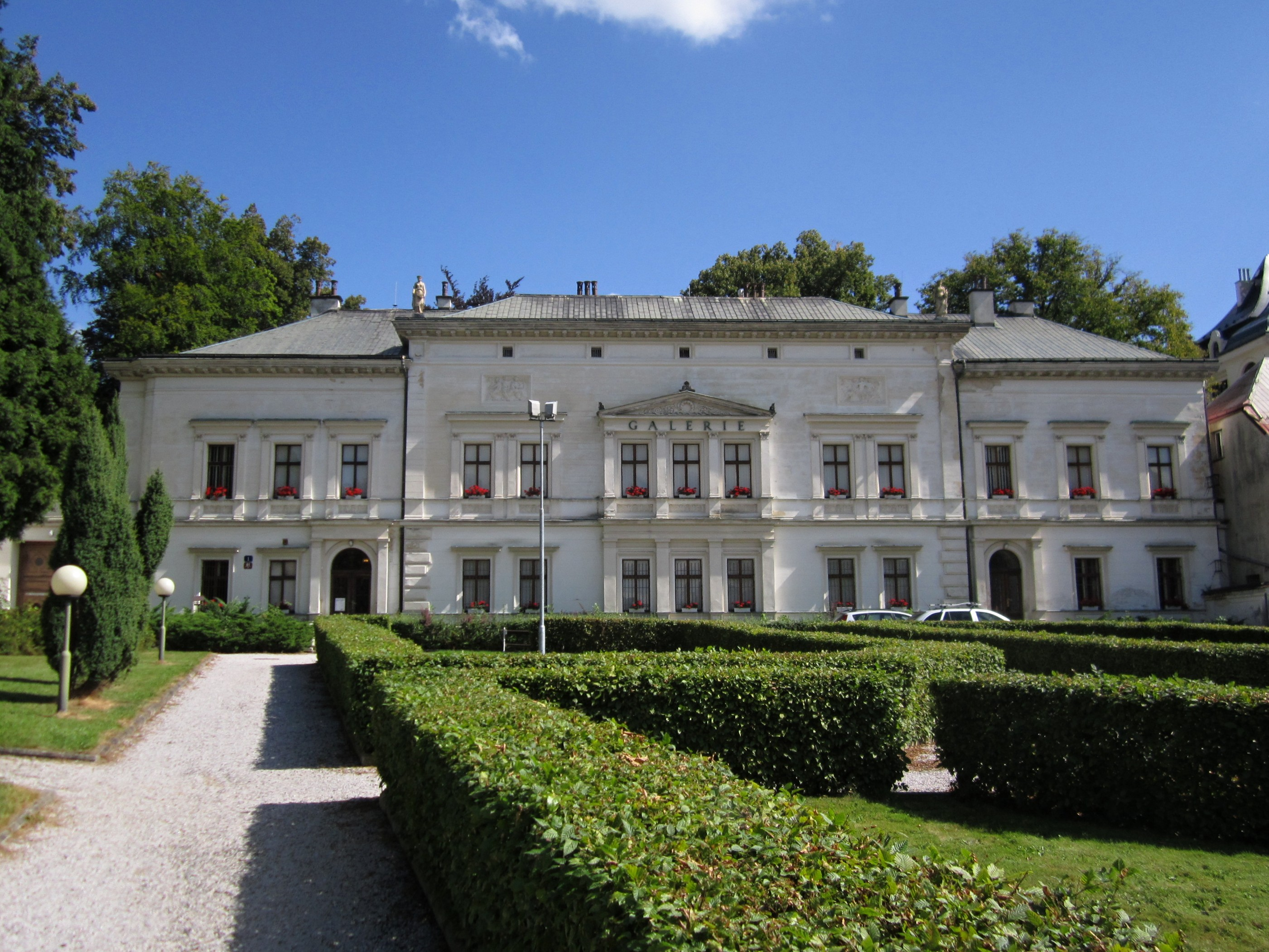
Hlavní budova galerie do roku 2014

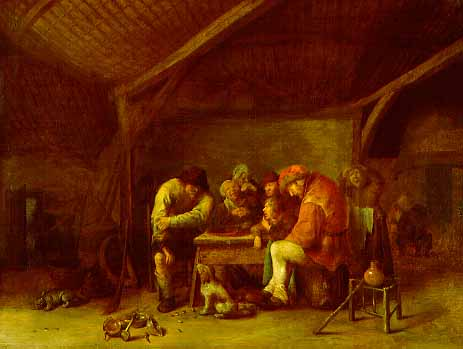
Joos van Craesbeeck – Peasants in a Country Room

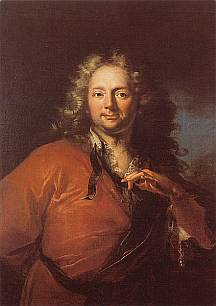
Petr Brandl (1668–1739): Portrét Jana Františka Samuela Wussina, 1703, v současnosti dlouhodobě zapůjčeno Národní galerii v Praze

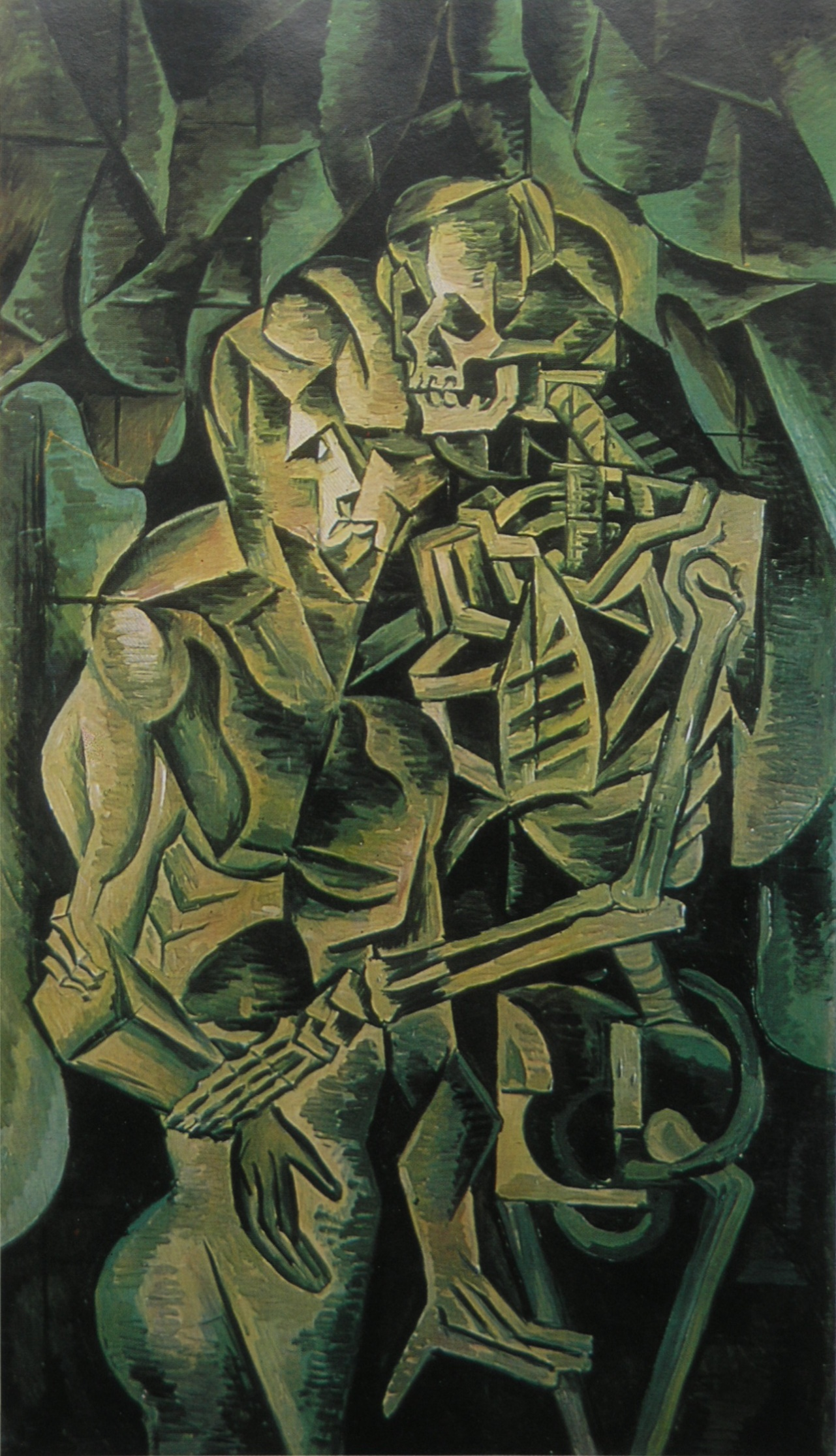
Bohumil Kubišta: Polibek smrti (1912)

Galerie Lázně Liberec (dříve Oblastní galerie Liberec) je příspěvkovou organizací Libereckého kraje. 
Po skončení druhé světové války byla jejím sídlem Vila Johanna Liebiega mladšího (Liebiegův palác) ze 70. let 19. století, kam byly přestěhovány sbírky výtvarného oddělení Severočeského muzea a celá budova byla během následujících desetiletí upravena pro potřeby galerie. K vzniku galerie jako samostatné instituce došlo v roce 1953. Už od počátku své existence se liberecká galerie zařadila mezi významné kulturní instituce města. 
Na přelomu let 2013 a 2014 se galerie přestěhovala do nově rekonstruované budovy bývalých městských lázní v Masarykově ulici v Liberci. Otevření galerie v budově bývalých lázní proběhlo 28. února 2014. Se změnou sídla galerie souvisí rovněž změna názvu – od 1. ledna 2014 zní oficiální název Oblastní galerie Liberec. Galerie od svého vzniku uspořádala již přes 800 výstav. Jejím ředitelem je od 1. března 2023 japanolog a historik umění Filip Suchomel.

## Historie sbírky a stálá expozice
Základ sbírkového fondu Galerie Lázně Liberec tvoří původní sbírky výtvarného umění Severočeského muzea. Jejich podoba se výrazně změnila v roce 1904 po smrti Heinricha Liebiega (bratra Johanna Liebiega ml.), který svou sbírku spolu s velkorysým darem 600 000 rakouských korun odkázal městu Liberci. Liebiegova sbírka obsahovala více než dvě stě děl německých, rakouských a francouzských umělců 19. století a sám Heinrich Liebieg ji označil za jednu z nejlepších sbírek v tehdejším Rakousku-Uhersku.
Z peněz Liebiegovy nadace se nakupovala díla německého malířství 19. a 20. století. V roce 1918 daroval jablonecký lékař Anton Randa libereckému muzeu grafickou sbírku čítající na 6 000 grafických listů italských, německých, nizozemských a francouzských mistrů 15.–19. století. V roce 1927 byla zakoupena sbírka Ferdinanda Blocha z Prahy, která byla zaměřená, vedle starších obrazů kabinetní malby z doby od baroka po 19. století, především na německo-české malíře 19. a 20. století (Wilhelm Riedel, Alfréd Justitz, ad.).
Počátek systematického budování sbírkového fondu českého umění 19. a 20. století spadá do počátku padesátých let 20. století, kdy se prvním ředitelem již samostatné galerie stal Jaro Beran, liberecký rodák a grafik. Od této doby jsou nákupy uměleckých děl zaměřeny především na vytvoření kvalitní sbírky českého umění 20. století. V šedesátých letech se tehdejší ředitelka galerie Hana Seifertová zasloužila o vybudování zcela nové sbírky nizozemského malířství 16.–18. století. Za všechny autory tzv. „malých mistrů“ lze uvést jména jako Jan Davidsz. de Heem, Thomas Heeremans, Jan Jansz. van de Velde a Jacob Willemsz. de Wett. (viz Portál:Nizozemsko/Malíři)
Část sbírek je návštěvníkům zpřístupněna v pravidelně obměňovaných stálých expozicích. Galerie nabízí celkem pět stálých expozic: Na vlnách umění (Umění z Čech, Moravy a Slezska), Heinrich Liebieg, sběratel a mecenáš (německé a rakouské malířství 19. století – Wilhelm Leibl, Franz von Lenbach, Gabriel von Max, Eugen Jettel, August von Pettenkofen, ad. a francouzská krajinomalba 19. století, především díla příslušníků tzv. barbizonské školy a kolekce obrazů Eugèna Boudina), Zlatý věk nizozemské malby (nizozemské malířství 16.–18. století), Z historie lázní a galerie a Buď v obraze (interaktivní expozice).
V novém sídle Galerie Lázně Liberec získala velký prostor rovněž galerijní pedagogika, ať již v podobě interaktivní expozice Buď v obraze nebo v podobě velkého výtvarného ateliéru.

### České umění druhé poloviny 20. století
Nejvýznamnější kapitoly poválečného umění zastoupené v Galerii Lázně Liberec tvoří informelní malba a plastika 60. let (Bedřich Dlouhý, Josef Istler, Jan Koblasa, Mikuláš Medek, Zbyšek Sion, Jiří Valenta, Aleš Veselý), konstruktivistické tendence 60.–90. let (Stanislav Kolíbal, Radoslav Kratina), nová figurace (Jiří Načeradský, Rudolf Němec, Jiří Sopko, Michael Rittstein, František Ronovský, Jitka Válová, Rostislav Zárybnický), lettrismus a lyrická abstrakce. Sbírka mapuje i tvorbu jednotlivých členů řady uměleckých skupin, jako byly např. Trasa 54, Máj 57, UB 12, M 57, Skupina 7, Tvrdohlaví, Skupina 12/15, ad.
Zajímavostí grafické sbírky je téměř úplné dílo Maxe Švabinského, početné soubory Bohuslava Reynka, cyklus grafik Františka Kupky, autorů 60.–70. let (Vladimír Boudník, Čestmír Janošek, Jan Koblasa, Radoslav Kratina, Jan Kubíček, Alena Kučerová, Vladislav Mirvald, ad.) a autorů spjatých s regionem (Václav Benda, Josef Jíra, Jan Měřička, ad.).

## Lázně císaře Františka Josefa I.
Rekonstrukci budovy lázní projektoval ateliér SIAL pod vedením Ing. arch. Jiřího Bučka a Ing. Karla Novotného v letech 2009-2010. Stavební práce prováděla společnost Chládek a Tintěra od září 2011 do června 2013. Během rekonstrukce byly odstraněny některé příčky, bazénová vana, historické detaily byly uchovány a restaurovány. Rekonstrukce se snažila zachovat historické detaily, jasně odlišit nově vložené části od původních a současně zachovat památky na původní využití budovy jako lázní.
V rámci rekonstrukce byla přistavěna nová budova depozitáře s fasádou z eloxovaných hliníkových šablon, na kterých se uplatnil motiv z originální šablony pro ruční potisk látek ze 2. poloviny 19. století. Depozitář získal hlavní cenu Klubu za starou Prahu jako nejzdařilejší novostavba v historickém prostředí, která byla realizována v České republice v roce 2013.
SIAL získal za rekonstrukci také hlavní cenu soutěže Grand Prix Obce architektů za rok 2013 a hlavní cenu v soutěži Stavba roku Libereckého kraje 2013.
Investorem rekonstrukce bylo město Liberec, které získalo finanční prostředky z Regionálního operačního programu (podprogram Integrovaný plán rozvoje měst) a Liberecký kraj (15 % z celkových nákladů) a který rovněž financoval vnitřní vybavení. Celkové náklady na rekonstrukci dosáhly 360 milionů Kč včetně DPH.